# Choctaw Code Talkers
Els Choctaw code talkers (codificadors choctaws) foren un grup de choctaws d'Oklahoma pioners en l'ús de llengües ameríndies com a codificadors militars. Les seves proeses van tenir lloc durant els últims dies de la Primera Guerra Mundial. El govern de la Nació Choctaw manté que aquests homes van ser els primers transmissors en codi natiu que serviren en l'exèrcit dels Estats Units.

## Origen de la codificació
La pràctica d'utilitzar les complexes llengües indígenes per al seu ús com a codi militar de les forces armades estatunidenques, té el seu inici en la Primera Guerra Mundial. Les forces alemanyes van demostrar no sols parlar un excel·lent anglès, sinó també interceptar i trencar els codis militars nord-americans.
Un oficial estatunidenc, el coronel A.W. Bloor, es va informar que un nombre d'amerindis servien amb ell en el 142è d'Infanteria a França. En sentir dos indis parlar choctaw entre ells, es va adonar que no podia entendre'ls. També es va adonar que si ell no els podia entendre, els alemanys tampoc podrien, no importa el bo que fos el seu nivell d'anglès, ja que moltes llengües ameríndies mai han estat escrites. Amb la cooperació activa dels seus soldats choctaws, provà i desplegà un codi, utilitzant el llenguatge choctaw en lloc del codi militar regular.
La primera prova de combat va tenir lloc el 26 d'octubre de 1918, quan el coronel Bloor va ordenar una "delicada" retirada de dues companyies del 2n Batalló, de Chufilly a Chardeny. El moviment va tenir èxit. "La completa sorpresa de l'enemic és l'evidència que no podia desxifrar els missatges", va observar Bloor. Un oficial alemany capturat va confirmar que estaven "completament confosos per la llengua índia i no va obtenir cap benefici" de les seves escoltes telefòniques.
Els nadius americans ja estaven servint com a missatgers i corredors entre les unitats. En posar choctaws a cada companyia, els missatges podrien ser transmesos independentment si la ràdio era escoltada o les línies telefòniques intervingudes.
En una nota de post-guerra, el coronel Bloor va expressar el seua plaer i satisfacció. "Estàvem segurs de les possibilitats del telèfon havia estat obtingut sense els seus riscos." Va assenyalar, però, que la llengua choctaw, per si mateixa, era incapaç d'expressar plenament la terminologia militar llavors en ús. No existia ni una paraula o frase choctaw per descriure una "metralladora", per exemple. Així que els Choctaw improvisaren usant les seves paraules per a "arma gran" per descriure "artilleria" i "petita pistola dispara ràpid" per "metralladora". "Els resultats van ser molt gratificants", va concloure Bloor.

## Els codificadors
Els homes que conformaven els primers xifradors de missatges dels Estats Units eren choctaws, ja sigui de pura sang o de sang mixta. Tots van néixer en la Nació Choctaw dins Territori Indi, en el que avui és el sud-est d'Oklahoma, durant el temps de la seva nació era una república autogovernada. Més tard, altres tribus utilitzarien les seves llengües per a codificació militar en diverses unitats, sobretot els navahos en la Segona Guerra Mundial.
Els dinou xifradors coneguts foren:
1. Albert Billy (1885–1958). Billy, un choctaw de pura sang, nasqué a Howe, comtat de San Bois, Nació Choctaw, al Territori Indi. Era membre de la 36a División, Companyia E.
2. Mitchell Bobb (7 de gener de 1895-). El seu lloc de naixement Rufe, Territori Indi Rufe (Oklahoma) a la Nació Choctaw, la data de mort és desconeguda. Era membre del 142è d'Infanteria, Companyia E.
3. Victor Brown (1896–1966). Va néixer a Goodwater, comtat de Kiamitiz, Nació Choctaw.
4. Ben Carterby (11 de desembre de 1891 – 1953). Era un choctaw de pura sang amb número de registre 2045 nascut a Ida, comtat de Choctaw, Oklahoma.
5. Benjamin Franklin Colbert nascut el 15 de setembre de 1900 a Durant, Territori Indi, mort el gener de 1964. Era el codificador més jove. El seu pare, Benjamin Colbert Sr, fou Rough Rider durant la guerra hispano-estatunidenca.
6. George Edwin Davenport nascut a Finley, Oklahoma, el 289 d'abril de 1887. Es va allistar a les forces armades a la seva ciutat natal. George també pot haver estat anomenat James. George era el mig germà de Joseph Davenport. Va morir el 17 d'abril de 1950.
7. Joseph Harvey Davenport era de Finley, Oklahoma, 22 de febrer de 1892. Morí el 3 d'abril de 1923 i fou enterrat al cementiri de la família Davenport al Ranxo Tucker.
8. James (Jimpson M.) Edwards (1898–1962). Nascut a Golden, comtat de Nashoba, Nació Choctaw en Territori Indi. Era membre del 142è d'Infanteria, Companyia E.
9. Tobias W. Frazier (1892–1975). (Choctaw de pura sang número de registre 1823) Va néixer al comtat de Cedar, Nació Choctaw. Era membre del 142è d'Infanteria, Companyia E.
10. Benjamin Wilburn Hampton (Choctaw de pura sang número de registre 10617) Nascut el 21 de maig de 1892 a Bennington, comtat de Blue, Nació Choctaw en Territori Indi, ara comtat de Bryan (Oklahoma). Era membre del 142è d'Infanteria, Companyia E.
11. Noel Johnson
12. Otis Wilson Leader (Choctaw de pura sang número de registre 13606) Nascut el 6 de març de 1882 a l'actual comtat d'Atoka, Oklahoma. Va morir el 26 de març de 1961 i és enterrat al Cementiri Coalgate.
13. Solomon Bond Louis (22 d'abril de 1898 – 15 de febrer de 1972). Louis, choctaw de pura sang, nascut a Hochatown, comtat d'Eagle, Nació Choctaw en Territori Indi. Era membre del 142è d'Infanteria, Companyia E. Va morir a Bennington, comtat de Bryan, Oklahoma en 1972.
14. Pete Maytubby nascut Peter P. Maytubby (Chickasaw de pura sang número de registre 4685) el 26 de setembre de 1892 a Reagan, Territori Indi ara situat al comtat de Johnston, Oklahoma. Era membre del 142è d'Infanteria, Companyia E. Va morir en 1964 i é enterrat al Cementiri Municipal de Tishomingo, Oklahoma.
15. Jeff Nelson (desconegut). Era membre del 142è d'Infanteria, Companyia E.
16. Joseph Oklahombi (1 de maig de 1895 – 1960). Oklahombi – el seu sobrenom que vol dir en choctaw home assassí – va néixer a Bokchito, comtat de Nashoba, Nació Choctaw en Territori Indi. Era membre del 143è d'Infanteria, Companyia Quartel. Oklahombi és l'heroi de guerra més condecorat d'Oklahoma, i els seves medalles s'exhibeixen a l'Oklahoma Historical Society a Oklahoma City.
17. Robert Taylor (Choctaw de pura sang número de registre 916) Nascut el 13 de gener de 1894 a Idabel, comtat de McCurtain, Oklahoma (basat en el seu registre militar de 1917). Era membre del 142è d'Infanteria, Companyia E.
18. Charles Walter Veach (18 de maig de 1884 – 13 d'octubre de 1966). (choctaw per sang registre #10021) Veach era de Durant, OK (Blue County I.T.) va servir en l'última legislatura choctaw com a capità de la Guàrdia Nacional d'Oklahoma, 1r d'Oklahoma, Companyia H que serví en la frontera amb Texas contra Pancho Villa i contra la rebel·lió de Crazy Snake. Continuà com a capità quan la Companyia H, 1r d'Oklahoma, fou incorporada a la Companyia E del 142è d'Infanteria, 36a Divisió de l'Exèrcit dels Estats Units a Ft. Bowie, Texas l'octubre de 1917. Després de la Segona Guerra Mundial va representar a la Nació Choctaw en el Consell Intertribal de les Cinc tribus civilitzades. Està enterrat al cementiri Highland, Durant, Oklahoma.
19. Calvin Wilson nasqué el 25 de juny de 1894 a Eagletown, comtat d'Eagle, Nació Choctaw, Territori Indi. Era membre del 142è d'Infanteria, Companyia E. La data de la seva mort és desconeguda. El nom de Wilson's era mal escrit als registres militars com a "Cabin."

Altres soldats choctaws podrien haver contribuït a l'esforç, tot i que en aquest sentit els registres no ho confirmen explícitament. Tobias Frazier, per exemple, sovint fa referència a un codificador choctaw el cognom del qual era Simpson, de Moyers (Oklahoma).

## Reconeixement
Poc s'ha dit o escrit dels codificadors després de la Primera Guerra Mundial. La menció més antiga coneguda en els mitjans de comunicació sembla haver estat en 1928, quan un diari d'Oklahoma City va descriure les seves activitats inusuals. Els choctaw mateixos no semblen haver-se referit a si mateixos com a "code talkers". La frase no va ser encunyada fins durant o després de la Segona Guerra Mundial. En la descripció de les seves activitats durant la guerra als membres de la família, com a mínim un membre del grup, Tobias W. Frazier, sempre utilitza la frase, "parlar a la ràdio", per la qual cosa volia dir telèfon de campanya.
Durant les últimes dècades Hollywood ha "descobert" els transmissors del codi, però no els transmissors del codi choctaw. En la Segona Guerra Mundial els transmissors del codi navahos s'han convertit en el tema de pel·lícules, documentals i llibres. El navahos, amb la seva història d'oposició als Estats Units en guerra, han demostrat en gairebé tots els aspectes, en ser un subjecte més popular que els tranquils, ordenats i agraris choctaws qui, a principis del segle xix, adoptaren una constitució i un govern d'estil estatunidenc, completat amb eleccions i separació de poders.
El govern choctaw va atorgar als code talkers Medalles Choctaw al Valor pòstumes en una cerimònia especial el 1986. França va fer el mateix el 1989, atorgant-los la Chevalier de l'Ordre National du Mérite de la Cinquena República.
En 1995 fou erigit el Memorial de Guerra Choctaw al Capitoli Choctaw en Tuskahoma (Oklahoma). Inclou una gran secció de granit dedicada als Choctaw Code Talkers.
El 15 de novembre de 2008 fou signada en llei la Code Talkers Recognition Act de 2008 (Public Law 110-420) pel President George W. Bush, que reconeix cada "code talker" amerindi que havia servit en l'Exèrcit dels Estats Units durant la Primera Guerra Mundial o la Segona Guerra Mundial (amb l'excepció dels gairebé guardonats navahos) amb una Medalla d'Or del Congrés per a llur tribu (guardada al Smithsonian Institution), i una medalla de plata duplicada a cada "code talker".